# Film canadesi proposti per l'Oscar al miglior film straniero
Nel corso degli anni, diversi film canadesi sono stati candidati al Premio Oscar nella categoria miglior film straniero.
Il Canada ha vinto in totale una statuetta e ha ricevuto 7 candidature.
| Anno | Film                                                               | Regia                                                                                                | Risultato     |
| ---- | ------------------------------------------------------------------ | --- | ------------- |
| 1972 | Mon oncle Antoine                                                  | Claude Jutra                                                                                         | Non candidato |
| 1973 | La vraie nature de Bernadette                                      | Gilles Carle                                                                                         | Non candidato |
| 1976 | Les ordres (Les Ordres)                                            | Michel Brault                                                                                        | Non candidato |
| 1978 | J.A. Martin fotografo (J.A. Martin photographe)                    | Jean Beaudin                                                                                         | Non candidato |
| 1980 | Mourir à tue-tête                                                  | Anne Claire Poirier                                                                                  | Non candidato |
| 1981 | Les Bons débarras                                                  | Francis Mankiewicz                                                                                   | Non candidato |
| 1982 | Les Plouffe                                                        | Gilles Carle                                                                                         | Non candidato |
| 1983 | Les Fleurs sauvages                                                | Jean Pierre Lefebvre                                                                                 | Non candidato |
| 1984 | Bonheur d'occasion                                                 | Claude Fournier                                                                                      | Non candidato |
| 1985 | Sonatine                                                           | Micheline Lanctôt                                                                                    | Non candidato |
| 1986 | Jacques et novembre                                                | François Bouvier                                                                                     | Non candidato |
| 1987 | Il declino dell'impero americano (Le Déclin de l'empire américain) | Denys Arcand                                                                                         | Candidato     |
| 1988 | Un zoo la nuit                                                     | Jean-Claude Lauzon                                                                                   | Non candidato |
| 1989 | Les Portes tournantes                                              | Francis Mankiewicz                                                                                   | Non candidato |
| 1990 | Jésus de Montréal                                                  | Denys Arcand                                                                                         | Candidato     |
| 1991 | Une histoire inventée                                              | André Forcier                                                                                        | Non candidato |
| 1992 | A Bullet in the Head                                               | Attila Bertalan                                                                                      | Non candidato |
| 1993 | Léolo                                                              | Jean-Claude Lauzon                                                                                   | Non candidato |
| 1994 | Le Sexe des étoiles                                                | Paule Baillargeon                                                                                    | Non candidato |
| 1995 | Mon amie Max                                                       | Michel Brault                                                                                        | Non candidato |
| 1996 | Il confessionale (Le confessional)                                 | Robert Lepage                                                                                        | Non candidato |
| 1997 | Sous-sol                                                           | Pierre Gang                                                                                          | Non candidato |
| 1998 | Cosmos                                                             | Jennifer Alleyn, Manon Briand, Marie-Julie Dallaire, Arto Paragamian, André Turpin, Denis Villeneuve | Non candidato |
| 1999 | Un 32 août sur terre                                               | Denis Villeneuve                                                                                     | Non candidato |
| 2000 | Emporte-moi                                                        | Léa Pool                                                                                             | Non candidato |
| 2001 | Maelström                                                          | Denis Villeneuve                                                                                     | Non candidato |
| 2002 | Atanarjuat il corridore (Atanarjuat)                               | Zacharias Kunuk                                                                                      | Non candidato |
| 2003 | Un crabe dans la tête                                              | André Turpin                                                                                         | Non candidato |
| 2004 | Le invasioni barbariche (Les invasions barbares)                   | Denys Arcand                                                                                         | Vincitore     |
| 2005 | La Face cachée de la lune                                          | Robert Lepage                                                                                        | Non candidato |
| 2006 | C.R.A.Z.Y.                                                         | Jean-Marc Vallée                                                                                     | Non candidato |
| 2007 | Water - Il coraggio di amare (Water/ वाटर)                          | Deepa Mehta                                                                                          | Candidato     |
| 2008 | L'età barbarica (L'Âge des ténèbres)                               | Denys Arcand                                                                                         | Short-list    |
| 2009 | Ce qu'il faut pour vivre                                           | Benoît Pilon                                                                                         | Short-list    |
| 2010 | J'ai tué ma mère                                                   | Xavier Dolan                                                                                         | Non candidato |
| 2011 | La donna che canta (Incendies)                                     | Denis Villeneuve                                                                                     | Candidato     |
| 2012 | Monsieur Lazhar                                                    | Philippe Falardeau                                                                                   | Candidato     |
| 2013 | Rebelle                                                            | Kim Nguyen                                                                                           | Candidato     |
| 2014 | Gabrielle                                                          | Louise Archambault                                                                                   | Non candidato |
| 2015 | Mommy                                                              | Xavier Dolan                                                                                         | Non candidato |
| 2016 | Félix et Meira                                                     | Maxime Giroux                                                                                        | Non candidato |
| 2017 | È solo la fine del mondo (Juste la fin du monde)                   | Xavier Dolan                                                                                         | Short-list    |
| 2018 | Hochelaga terre des âmes                                           | François Girard                                                                                      | Non candidato |
| 2019 | Chien de garde                                                     | Sophie Dupuis                                                                                        | Non candidato |
| 2020 | Antigone                                                           | Sophie Deraspe                                                                                       | Non candidato |
| 2021 | 14 jours, 12 nuits                                                 | Jean-Philippe Duval                                                                                  | Non candidato |
| 2022 | Les oiseaux ivres                                                  | Ivan Grbovic                                                                                         | Non candidato |
| 2023 | Eternal Spring (长春?)                                             | Jason Loftus                                                                                         | Non candidato |

| Non candidato  | Il film è stato proposto dal Canada, ma non è stato candidato dall'Academy of Motion Picture Arts and Sciences.            |
| Short-list     | Il film è entrato nella "short-list" stilata a gennaio dei nove candidati per l'Oscar al miglior film straniero            |
| Candidato      | Il film è entrato a far parte dei cinque candidati per l'Oscar al miglior film straniero.                                  |
| Vincitore      | Il film ha vinto l'Oscar al miglior film straniero.                                                                        |
| Oscar speciale | Il film ha vinto l'Oscar speciale assegnato tra il 1948 ed il 1956, periodo di tempo in cui non esisteva ancora il premio. |